# Devan Dubnyk
Devan Dubnyk (* 4. Mai 1986 in Regina, Saskatchewan) ist ein ehemaliger kanadischer Eishockeytorwart. Zwischen 2009 und 2021 bestritt er über 500 Partien für die Edmonton Oilers, Nashville Predators, Minnesota Wild, San Jose Sharks und Colorado Avalanche in der National Hockey League (NHL). Den Großteil davon war er für Edmonton, die ihn im NHL Entry Draft 2004 an 14. Position ausgewählt hatten, und Minnesota aktiv, in deren Trikot er im Jahr 2015 mit der Bill Masterton Memorial Trophy geehrt wurde. Darüber hinaus vertrat Dubnyk die kanadische Nationalmannschaft bei vier Weltmeisterschaften.

## Karriere

### Jugend
Devan Dubnyk begann seine Karriere als Eishockeyspieler bei den Kamloops Blazers, für die er von 2001 bis 2006 in der kanadischen Juniorenliga Western Hockey League aktiv war. Da er in diesem Zeitraum sowohl sportlich, als auch schulisch erfolgreich war, wurde er 2004 zum CHL Scholastic Player of the Year ernannt und erhielt im selben Jahr die Daryl K. (Doc) Seaman Trophy. Im NHL Entry Draft 2004 wurde der Torwart zudem in der ersten Runde als insgesamt 14. Spieler von den Edmonton Oilers ausgewählt. In der Saison 2006/07 gab er sein Debüt im professionellen Eishockey, als er parallel für die Edmontons Farmteam Stockton Thunder in der ECHL, sowie die Wilkes-Barre/Scranton Penguins in der American Hockey League (AHL) auflief.

### Edmonton, Nashville und Arizona
Von 2007 bis 2010 spielte Dubnyk für Edmontons neues AHL-Farmteam Springfield Falcons, wobei er in der Saison 2009/10 sein Debüt für die Edmonton Oilers in der National Hockey League gab. In 19 Spielen wies er dabei einen Gegentorschnitt von 3,57, sowie eine Fangquote von 88,9 Prozent auf. Seit der Saison 2010/11 ist der Kanadier zweiter Torwart hinter Nikolai Chabibulin bei den Edmonton Oilers. Ab der Saison 2011/12 teilten sich Dubnyk und Chabibulin die Einsatzzeit, da beide nicht überzeugen konnten – was allerdings auch auf die schwache Abwehr der Oilers zurückzuführen ist. Während des Lockouts zu Anfang der Saison 2012/13 stand Dubnyk bei keinem anderen Team unter Vertrag, spielte allerdings in der NHL-Saison als Starter für die Oilers 38 von 48 Spiele und konnte mit einer Fangquote von 92 Prozent und einem Gegentorschnitt von 2,57 Toren pro Spiel wenigstens durchschnittliche Statistiken anbieten. Die Saison 2013/14 startet Dubnyk erneut als Nummer 1 vor Jason LaBarbera. Da beide Torhüter eher schwache Leistungen zeigten, verpflichteten die Oilers im November Free Agent Ilja Brysgalow. Brysgalow löste Dubnyk als Starter ab.
Im Januar 2014 wurde Dubnyk im Tausch gegen Matt Hendricks zu den Nashville Predators transferiert. Bei seinem Debüt am 18. Januar 2014 gegen die Colorado Avalanche kassierte Dubnyk fünf Tore bei 29 Schüssen und wurde nach nur zwei Einsätzen auf die Waiverliste gesetzt. Nachdem er von keinem der 30 NHL-Teams ausgewählt worden war, wurde er zum Farmteam der Predators, den Milwaukee Admirals, in die AHL geschickt. Dort kam er allerdings nicht zum Einsatz, da er am 5. März 2014 von den Canadiens de Montréal verpflichtet wurde. Dort spielte er bis zum Ende der Saison nur deren Farmteam, die Hamilton Bulldogs, in der AHL, ehe er am 1. Juli 2014 einen Einjahresvertrag bei den Arizona Coyotes unterschrieb.

### Minnesota, San Jose und Colorado
Im Januar 2015 verpflichteten ihn die Minnesota Wild, die damit auf die wenig überzeugenden Leistungen von Darcy Kuemper und Niklas Bäckström reagierten. Im Gegenzug erhielt Arizona ein Drittrunden-Wahlrecht für den NHL Entry Draft 2015. Bei den Wild steigerte Dubnyk seine Leistungen enorm, so stand er nach seiner Verpflichtung 38 Spiele in Folge im Tor, bis die Wild die Teilnahme an den Playoffs gesichert hatten, und stellte mit dieser Zahl einen Franchise-Rekord auf. Mit dem Kanadier im Tor senkte die Mannschaft ihren Gegentorschnitt von 2,88 auf 1,73, während er eine Fangquote von 93,8 % sowie fünf Shutouts erreichte. Im Zuge dieser Leistungen wurde Dubnyk außerdem zum NHL-Spieler des Monats Februar gekürt und ist damit der erste Spieler der Minnesota Wild, der diese Auszeichnung erhielt. Darüber hinaus war er (neben Carey Price und Pekka Rinne) einer der drei Finalisten zum Gewinn der Vezina Trophy, die Price in der Folge gewann. Allerdings wurde er mit der Bill Masterton Memorial Trophy für Ausdauer, Hingabe und Fairness im Eishockeysport geehrt und darüber hinaus ins NHL Second All-Star Team gewählt.
Im Juni 2015 unterzeichnete Dubnyk einen neuen Vertrag in Minnesota, der ihm in einer Laufzeit von sechs Jahren ein Gehalt von 26 Millionen US-Dollar einbringen soll. Im Januar 2016 vertrat er die Wild beim NHL All-Star Game 2016, ebenso wie im Jahr darauf. In der Saison 2016/17 stellte der Kanadier mit 40 Siegen einen neuen Franchise-Rekord auf. Nach relativ konstanten Leistungen in den folgenden Jahren verlor er in der Spielzeit 2019/20 seinen Stammplatz nach deutlich schwächeren Statistiken zeitweise an Alex Stalock. Schließlich gaben ihn die Wild im Oktober 2020 samt einem Siebtrunden-Wahlrecht im NHL Entry Draft 2022 an die San Jose Sharks ab und erhielten im Gegenzug ein Fünftrunden-Wahlrecht für den gleichen Draft. Zudem übernahm das Team weiterhin die Hälfte seines Gehalts.
In San Jose war Dubnyk nur bis April 2021 aktiv, als ihn die Sharks an die Colorado Avalanche abgaben und im Gegenzug Greg Pateryn sowie ein Fünftrunden-Wahlrecht im NHL Entry Draft 2021 erhielten. In Colorado beendete er die Saison, erhielt dort jedoch im Sommer 2021 keinen weiterführenden Vertrag. Erst im Dezember 2021 wurde er von den Charlotte Checkers aus der AHL auf Probe verpflichtet, allerdings nach vier Einsätzen bereits einen Monat später wieder freigestellt.
Im Oktober 2022 gab Dubnyk schließlich das Ende seiner aktiven Karriere bekannt, in der er insgesamt 542 NHL-Partien bestritten hatte.

### International
Für Kanada nahm Dubnyk im Juniorenbereich an der U18-Junioren-Weltmeisterschaft 2004 sowie der U20-Junioren-Weltmeisterschaft 2006 teil. Mit seiner Mannschaft wurde er 2006 U20-Weltmeister, kam als Ersatztorwart jedoch zu keinem Einsatz. Im Seniorenbereich stand er erstmals im Aufgebot seines Landes bei der Weltmeisterschaft 2010 in Deutschland. Bei dieser blieb er als Ersatztorwart erneut ohne Einsatz. Für die Weltmeisterschaft 2011 wurde Dubnyk erneut in den kanadischen Kader nominiert und absolvierte als Ersatztorhüter eine Begegnung, als er in der Partie gegen Frankreich 13:50 Minuten vor Spielende James Reimer im Tor der Kanadier ersetzte. Weitere Einsätze folgten bei den Weltmeisterschaften 2012 und 2013.

## Erfolge und Auszeichnungen
| - 2004 Teilnahme am CHL Top Prospects Game - 2004 Daryl K. (Doc) Seaman Trophy - 2004 CHL Scholastic Player of the Year - 2007 Teilnahme am ECHL All-Star Game - 2012 Spengler-Cup-Gewinn mit dem Team Canada - 2015 NHL-Spieler des Monats Februar | - 2015 Bill Masterton Memorial Trophy - 2015 NHL Second All-Star Team - 2016 Teilnahme am NHL All-Star Game - 2017 Teilnahme am NHL All-Star Game - 2019 Teilnahme am NHL All-Star Game |

### International
- 2006 Goldmedaille bei der U20-Junioren-Weltmeisterschaft

## Karrierestatistik

### International
Vertrat Kanada bei:
| - U18-Junioren-Weltmeisterschaft 2004 - U20-Junioren-Weltmeisterschaft 2006 - Weltmeisterschaft 2010 | - Weltmeisterschaft 2011 - Weltmeisterschaft 2012 - Weltmeisterschaft 2013 |

(Legende zur Torhüterstatistik: GP oder Sp = Spiele insgesamt; W oder S = Siege; L oder N = Niederlagen; T oder U oder OT = Unentschieden oder Overtime- bzw. Shootout-Niederlage; Min. = Minuten; SOG oder SaT = Schüsse aufs Tor; GA oder GT = Gegentore; SO = Shutouts; GAA oder GTS = Gegentorschnitt; Sv% oder SVS% = Fangquote; EN = Empty Net Goal; 1 Play-downs/Relegation; Kursiv: Statistik nicht vollständig)